# Пустовой, Иван Фёдорович
Иван Фёдорович Пустовой (1926—1981) — советский учёный в области гельминтологии, член-корреспондент АН Таджикской ССР (1973).

## Биография
Родился 13.12.1926 в с. Каменоватово Одесской области.
В 1943—1947 служил в Советской армии, участник войны.
Окончил Одесский сельскохозяйственный институт (1952) и его аспирантуру (1955).
С 1956 г. в НИИ животноводства и ветеринарии АН Таджикской ССР, старший научный сотрудник отдела паразитологии.
С мая 1961 г. в НИИ ветеринарии МСХ Таджикской ССР, организованном на базе ветеринарных лабораторий НИИ животноводства и ветеринарии: зав. отделом гельминтологии (1961—1963), директор (1963—1981).
Доктор ветеринарных наук (1971), профессор (1972), , член-корреспондент АН Таджикской ССР (1973).
Основные направления научных исследований: паразитология, гельминтология, эпизоотология и профилактика заболеваний.
Награждён орденом «Знак Почёта», медалями «За оборону Кавказа», «За победу над Германией в Великой Отечественной войне 1941—1945 гг.», «Двадцать лет победы в Великой Отечественной войне 1941—1945 гг.», «За доблестный труд. В ознаменование 100-летия со дня рождения В. И. Ленина».
Публикации:
- Эпизоотология гемолхоза овец и меры борьбы с ним в Таджикской ССР, «Тр. Таджикского НИВИ», Д., т. I 1963;
- Метод фенологических прогнозов в гельминтологии по тепловому фактору, дар кит.: Гельминтоаы человека, животных и растений и меры борьбы с ними, М., 1968;
- Итоги и перспективы исследований по природноочаговыи болезням животных и человека в Таджикистане, «Тр. Таджикского НИВИ», Д, т. 7, 1977.

Тяжело ранен 27 ноября 1981 года в своём кабинете одним из сотрудников. Через две недели (11 декабря) умер в душанбинской больнице (см. Моне А. Л. За кулисами защиты (Памятные страницы) — М.: «Международный Союз (содружество) адвокатов», 1994.— 368 стр.).